# The Wichita Train Whistle Sings
| Recensione | Giudizio |
| ---------- | -------- |
| AllMusic   | [ 1 ]    |

The Wichita Train Whistle Sings è il primo album discografico da solista del musicista rock e country rock statunitense Michael Nesmith, pubblicato dalla casa discografica Dot Records nel luglio del 1968.

## Tracce
Lato A
Testi e musiche di Michael Nesmith.
1. Nine Times Blue – 4:11
2. Carlisle Wheeling – 4:48
3. Tapioca Tundra – 2:58
4. Don't Call on Me – 4:31
5. Don't Cry Now – 3:33

Lato B
Testi e musiche di Michael Nesmith, eccetto dove indicato.
1. While I Cried – 2:58
2. Papa Gene's Blue – 3:26
3. You Just May Be the One – 3:21
4. Sweet Young Thing – 2:46 (Mike Nesmith, Gerry Goffin, Carole King)
5. You Told Me – 4:22

## Musicisti
- Michael Nesmith - chitarra, basso, voce, arrangiamenti
- Shorty Rogers - conduttore musicale, arrangiamenti
- James Burton - chitarra (solista in: Tapioca Tundra e You Just May Be the One)
- Tommy Tedesco - chitarra (solista parte finale in: Don't Call on Me)
- Doug Dillard - banjo (solista in: Nine Times Blue, Don't Cry Now e Sweet Young Thing)
- O.J. Red Rhodes - chitarra pedal steel (solista in: Nine Times Blue)
- Larry Knechtel - pianoforte
- Don Randi - pianoforte
- Chuck Berghofer - basso
- Hal Blaine - batteria
- Earl Palmer - batteria
- Frank Capp - percussioni
- Gary Coleman - percussioni
- Victor Feldman - percussioni
- John Audino - tromba
- Bud Brisbois - tromba (solista in: Nine Times Blue, Carlisle Wheeling, Papa Gene's Blue, Sweet Young Thing e You Told Me)
- Buddy Childers - tromba
- Manny Klein - tromba
- Tony Terran - tromba
- Jimmy Zito - tromba
- Jimmy Zito - flicorno (solista in: While I Cried)
- Jules Chaikin - tromba
- Ollie Mitchell - tromba
- Milt Bernhart - trombone
- Joe Howard - trombone
- Dick Hyde - trombone
- Lew McCreary - trombone
- Kenny Shroyer - trombone
- Louise Blackburn - trombone
- Jim Decker - corno francese
- Vince DeRosa - corno francese
- Bill Hinshaw - corno francese
- Dick Perissi - corno francese
- Jim Cipriano - woodwinds
- Buddy Collette - woodwinds
- Justin Gordon - woodwinds
- Jules Jacob - woodwinds
- John Lowe - woodwinds
- Jack Nimitz - woodwinds
- Jim Horn - woodwinds
- John Kitzmiller - tuba
- Sam Rice - tuba
- Jimmy Getzoff - strumenti ad arco
- Israel Baker - violino, concertmaster
- Robert Barene - violino
- Arnold Belnick - violino
- Joseph DiFiore - violino
- Leonard Malarsky - violino
- Ralph Schaeffer - violino
- Sid Sharp - violino, concertmaster
- Tibor Zelig - violino
- Harry Hyams - viola
- Alex Neiman - viola
- Jesse Ehrlich - violoncello
- Ray Kramer - violoncello
- Edgar Lustgarten - violoncello, concertmaster di violoncello

Note aggiuntive
- Michael Nesmith - produttore
- Shorty Rogers e Michael Nesmith - arrangiamenti
- Registrazioni effettuate il 18 e 19 novembre 1967 al RCA Studios di Hollywood, California
- Hank Cicalo - ingegnere delle registrazioni
- Jerry Takigawa - design album[4]